# Iñaquito (Metro de Quito)
Iñaquito es la decimotercera estación del Metro de Quito, que funciona como parte de la línea 1. El predio se encuentra bajo la esquina noroccidental del parque La Carolina, en la confluencia del bulevar Naciones Unidas y la calle Japón, en la parroquia Iñaquito, de la que toma su nombre.

## Historia
El proceso constructivo de la estación inició el 11 de abril de 2016, con el cerramiento del perímetro y la reubicación de las redes de servicios básicos. La obra estuvo a cargo del consorcio hispanobrasilero Acciona-Odebrecht.
Aunque causaron gran malestar entre la ciudadanía, que denunció la tala exagerada de árboles y la restricción del paso peatonal en las aceras exteriores del parque, el Municipio aseguró que las intervenciones estaban alineadas al Plan de Gestión Ambiental que fue aprobado por el Ministerio del Ambiente, a través de la entrega de la respectiva licencia de que cumplía con todos los requerimientos y estándares que exigen las normativas al respecto, tanto a nivel nacional como internacional.

## Accesos
Vestíbulo Iñaquito

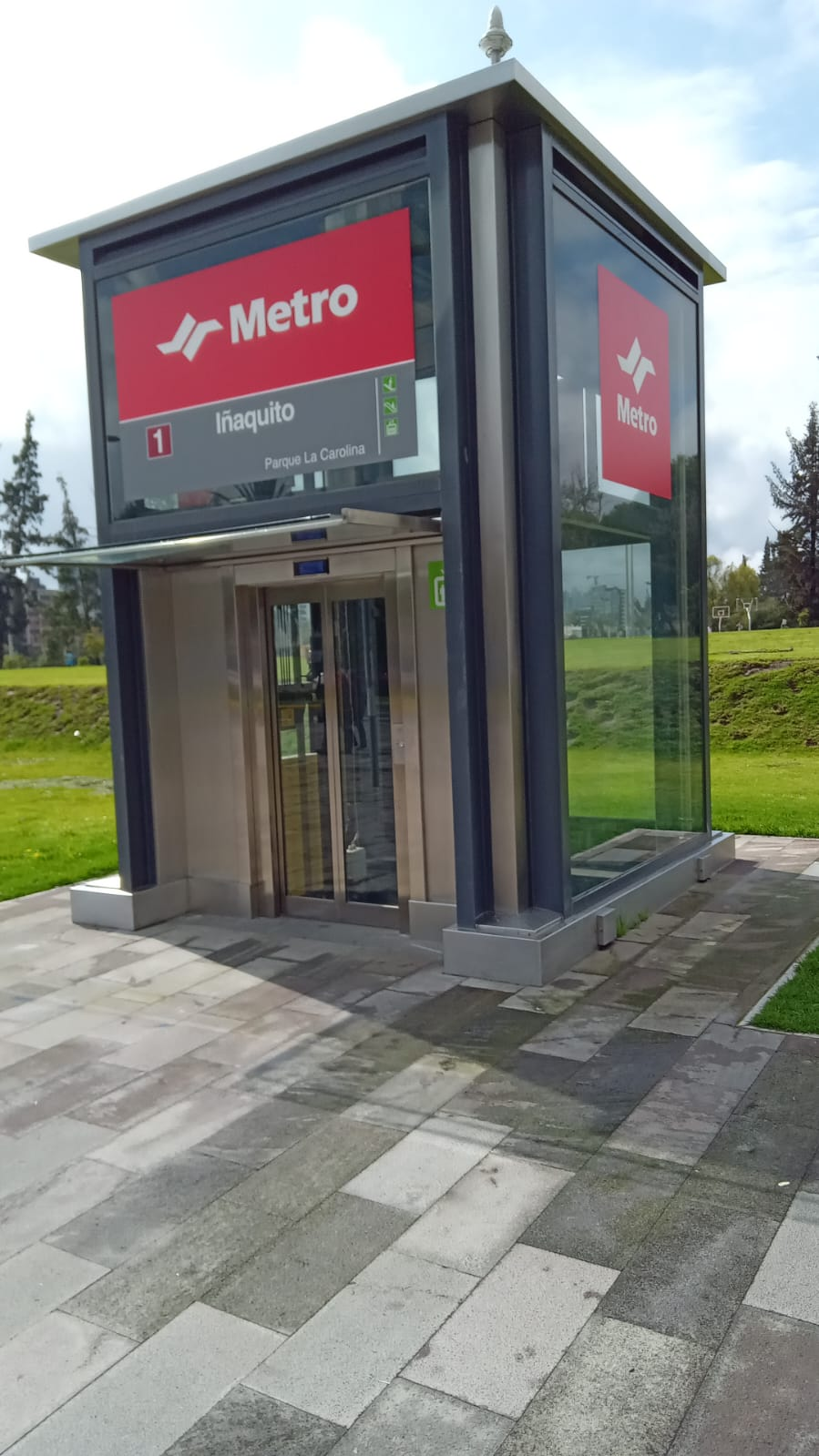
Acceso a la estación por Ascensor

- Naciones Unidas y Estadio Olímpico Atahualpa C. Japón y Bulevar Naciones Unidas y Estadio Olímpico Atahualpa.
- Parque La Carolina C. Japón y Bulevar Naciones Unidas
- Ascensor Parque La Carolina, C. Japón y Bulevar Naciones Unidas